# Zmarli w kwietniu 2019

## Kwiecień 2019
- 30 kwietnia
  - Anne Bourguignon – francuska aktorka[1]
  - Beth Carvalho – brazylijska piosenkarka samby, gitarzystka i kompozytorka[2]
  - Michael Daniel Doyle – amerykański surfer[3]
  - Zbigniew Dyka – polski adwokat, poseł na Sejm I kadencji, minister sprawiedliwości[4]
  - Russ Gibb – amerykański DJ, organizator koncertów i osobowość medialna, współautor legendy miejskiej znanej jako Paul nie żyje[5]
  - Peter Mayhew – brytyjski aktor[6][7]
  - Johann Oest – niemiecki aktor[8]
  - Wiesław Seruga – polski elektrotechnik, prof. dr inż.[9][10]
- 29 kwietnia
  - Stevie Chalmers – szkocki piłkarz[11]
  - Wojciech Królikowski – polski fizyk[12]
  - Gino Marchetti – amerykański futbolista[13]
  - Rodrigues Neto – brazylijski piłkarz[14]
  - Eddy Riwanto – indonezyjski aktor i reżyser[15]
  - John Singleton – amerykański reżyser, scenarzysta i producent filmowy[16]
  - Josef Šural – czeski piłkarz[17]
  - Ellen Tauscher – amerykańska polityczka, członkini Izby Reprezentantów (1997–2009)[18]
  - Zbigniew Tuszewski – polski żołnierz podziemia niepodległościowego podczas II wojny światowej, kombatant Narodowych Sił Zbrojnych i więzień polityczny[19]
- 28 kwietnia
  - Wayson Choy – kanadyjski pisarz[20]
  - Marian Piotr Kazubski – polski żołnierz podziemia niepodległościowego podczas II wojny światowej, uczestnik powstania warszawskiego, kawaler orderów[21]
  - Jo Sullivan Loesser – amerykańska aktorka i piosenkarka[22]
  - Richard Lugar – amerykański polityk[23]
  - Karol Modzelewski – polski historyk, prof. dr hab., jeden z czołowych działaczy opozycji demokratycznej w okresie PRL, senator, kawaler Orderu Orła Białego[24]
  - Gienrich Nowożyłow – radziecki konstruktor lotniczy, dwukrotny Bohater Pracy Socjalistycznej (1971 i 1981)[25]
  - Anisur Rahman – bangleski aktor[26]
  - Lech Michał Rościszewski – polski architekt i urbanista, uczestnik II wojny światowej wyróżniony tytułem Sprawiedliwy wśród Narodów Świata[27]
- 27 kwietnia
  - Józef Cecuła – polski lekkoatleta[28]
  - Negasso Gidada – etiopski historyk i polityk, prezydent Etiopii (1995–2001)[29]
  - Ruth Macrides – amerykańska historyczka[30]
  - Marian Pluta – polski polityk i inżynier mechanik, poseł na Sejm PRL III kadencji[31]
  - Boris Podsoblyayev (Kaldrad) – rosyjski wokalista i gitarzysta black metalowy[32][33]
  - Marianna Sołtyszewska – polska działaczka spółdzielczości ludowej, posłanka na Sejm PRL III kadencji (1961–1965)[34]
  - Grzegorz Spyra – polski muzyk i kompozytor[35][36]
- 26 kwietnia
  - Zenon Aleksandrowicz – polski biochemik, dr hab.[37][38]
  - Jimmy Banks – amerykański piłkarz, reprezentant kraju[39]
  - Elina Bystricka – rosyjska aktorka[40]
  - Walerij Filippow – rosyjski artysta[41]
  - Bronisław Gołębiowski – polski socjolog, prof. dr hab.[42]
  - Marian Grendysa – polski działacz partyjny, wicewojewoda przemyski[43]
  - Phil McCormack – amerykański wokalista, członek zespołu Molly Hatchet[44][45]
  - Petar Omčikus – chorwacki malarz[46]
  - Ellen Schwiers – niemiecka aktorka[47]
  - Abraham Segal – izraelski uczestnik II wojny światowej pochodzenia polsko-żydowskiego, kawaler orderów[48]
  - Reijo Taipale – fiński piosenkarz[49]
- 25 kwietnia
  - Anna Borkiewicz-Celińska – polska historyczka, członkini ruchu oporu podczas II wojny światowej, dama orderów[50]
  - Josip Ćuk – chorwacki i jugosłowiański strzelec, olimpijczyk[51]
  - Robbert de Greef – holenderski kolarz[52]
  - John Havlicek – amerykański koszykarz[53]
  - Larry Jenkins – amerykański aktor[54]
  - Dirceu Krüger – brazylijski piłkarz[55]
  - Manuel Luján – amerykański polityk, sekretarz zasobów wewnętrznych (1989–1993)[56]
  - Faty Papy – burundyjski piłkarz[57]
  - Jan Tandyrak – polski polityk i działacz samorządowy, przewodniczący rady miejskiej Olsztyna[58]
  - Ryszard Żuchowski – polski dowódca wojskowy, gen. bryg. w stan. spocz[59].
- 24 kwietnia
  - Saleh Ahmed – bengalski aktor[60]
  - Piotr Bierwagen – polski działacz sportowy, w latach 1983–1992 prezes Zawiszy Bydgoszcz[61][62][63]
  - John William King – amerykański biały supremista, skazany na karę śmierci za brutalne zamordowanie czarnoskórego Jamesa Byrda[64]
  - Jaroslav Kepka – czeski aktor[65]
  - Jerzy Majewski – polski działacz społeczny, prezydent Warszawy w latach 1967–1982, poseł na Sejm PRL, Honorowy Obywatel Warszawy[66]
  - Jean-Pierre Marielle – francuski aktor[67]
  - Zoran Marojević – serbski koszykarz, reprezentant Jugosławii, medalista olimpijski (1968)[68]
  - Francisco Lerma Martínez – hiszpański duchowny rzymskokatolicki, biskup[69]
  - Siergiej Pogoriełow – rosyjski piłkarz ręczny[70]
  - Dick Rivers – francuski wokalista rockowy[71]
  - Sławomir Siekierski – polski chemik, prof. zw. dr, uczestnik powstania warszawskiego, kawaler orderów[72][73]
  - Inta Willerusza – łotewska pianistka[74]
- 23 kwietnia
  - Fermo Favini – włoski piłkarz[75]
  - Jan – wielki książę Luksemburga[76]
  - Ryszard Karczak – polski zawodnik i trener hokeja na trawie, działacz sportowy[77]
  - Edward Kelsey – angielski aktor[78]
  - Piotr Kowalczyk – polski trener, prekursor boksu tajskiego w Polsce[79]
  - Denton Lotz – amerykański pastor baptystyczny, w latach 1988–2007 sekretarz generalny Światowego Aliansu Baptystycznego[80]
  - Mark Medoff – amerykański dramaturg, scenarzysta, reżyser filmowy i teatralny, aktor, profesor[81]
  - Juan Muñante – peruwiański piłkarz[82]
  - Vojislav Mirić – serbski aktor[83][84]
  - Teresa Nesteruk – polski zoolog, dr hab.[85][86]
  - Igor Pervić – serbski aktor[87]
  - Tadeusz Pluciński – polski aktor[88]
  - Peter Skipper – angielski piłkarz[89]
  - Stanisław Stolorz – polski kolejarz, działacz związkowy, przewodniczący Federacji Związków Zawodowych Pracowników PKP[90]
  - Charity Sunshine Tillemann-Dick – amerykańska śpiewaczka operowa[91][92]
  - Michael Wolf – niemiecki fotograf mieszkający i pracujący w Hongkongu[93]
- 22 kwietnia
  - Krasimir Bezinski – bułgarski piłkarz[94][95]
  - Dieter Forte – niemiecki pisarz[96]
  - Heather Harper – północnoirlandzka śpiewaczka operowa (sopran)[97]
  - Alojzy Jarguz – polski sędzia piłkarski[98]
  - Stanisław Jędryka – polski reżyser teatralny i filmowy[99]
  - Simon Kaipuram – indyjski duchowny katolicki, biskup[100]
  - Lê Đức Anh – wietnamski generał, polityk, prezydent Wietnamu w latach 1992–1997[101][102]
  - Billy McNeill – szkocki piłkarz i trener[103]
  - Dave Samuels – amerykański perkusjonista jazzowy[104]
  - Łukasz Sławiński – polski teoretyk i innowator brydża[105]
- 21 kwietnia
  - Andrzej Budkiewicz – polski specjalista w zakresie protetyki stomatologicznej, dr hab.[106][107][108]
  - Hannelore Elsner – niemiecka aktorka[109]
  - Steve Golin – amerykański producent filmowy[110]
  - Ken Kercheval – amerykański aktor[111]
  - Refik Muftić – bośniacki piłkarz[112]
  - Tomasz Perkowski – polski reżyser dźwięku[113].
  - Piotr Pieszyński – polski pilot[114]
  - María Zarattini – włoska scenarzystka seriali telewizyjnych[115]
- 20 kwietnia
  - Jarosław Biernat – polski piłkarz[116]
  - Luděk Bukač – czeski hokeista[117]
  - Peter Colotka – czechosłowacki polityk i prawnik, sędzia Międzynarodowego Trybunału Sprawiedliwości (1963–1968), premier Słowackiej Republiki Socjalistycznej (1969–1988), ambasador Czechosłowacji we Francji (1988–1990)[118]
  - Stanisław Gębala – polski ekonomista, polityk, minister pracy i polityki socjalnej, poseł na sejm PRL[119]
  - Karl Grob – szwajcarski piłkarz, reprezentant kraju[120]
  - Joachim Maj – polski żużlowiec[121]
  - Andrzej Markowski – polski architekt[122]
  - Eugeniusz Ochowiak – polski nauczyciel i germanista, działacz samorządowy[123]
  - Stefanie Sherk – kanadyjska aktorka i modelka[124]
  - Amelita Vargas – kubańska aktorka i tancerka[125]
- 19 kwietnia
  - Martin Böttcher – niemiecki kompozytor i dyrygent[126]
  - Zora Dirnbach – chorwacka pisarka, scenarzystka i dziennikarka, pochodzenia żydowskiego[127]
  - Julian Grzanko – polski samorządowiec, starosta malborski, wójt gminy Malbork (2010–2014)[128]
  - Jurij Pimenow – rosyjski i radziecki wioślarz, medalista olimpijski[129]
  - Patrick Sercu – belgijski kolarz szosowy i torowy[130]
  - Stanisław Tomaszewski – polski działacz społeczny, poseł na Sejm w PRL[131]
  - Michaił Trofimow – rosyjski poeta[132]
  - Maria Wachowiak – polska aktorka[133]
  - Okiharu Yasuoka – japoński polityk, minister sprawiedliwości (2000, 2008)[134]
- 18 kwietnia
  - Irina Cywina – rosyjska aktorka[135]
  - Stanisław Dolata – polski polityk i ekonomista, wykładowca akademicki[136][137]
  - Benedykt Karczewski – polski poeta, wynalazca i działacz kaszubski[138]
  - David Lama – austriacki alpinista[139]
  - Maria Lefeld-Sosnowska – polski fizyk, dr hab.[140][141]
  - Lyra McKee – północnoirlandzka dziennikarka[142]
  - Bogdan Michalski – polski prawnik, profesor nauk prawnych, nauczyciel akademicki Uniwersytetu Warszawskiego, specjalista w zakresie prawa prasowego[143]
  - Janina Piechaczek – polska farmaceutka, autorka i współautorka wielu opatentowanych leków[144]
  - Myriam Prongué – szwajcarska językoznawczyni, historyczka i działaczka kulturalna[145][146]
  - Burhan Spahiu – albański śpiewak operowy, baryton, solista Teatru Opery i Baletu w Tiranie[147]
  - Lorraine Warren – amerykańska medium, badaczka zjawisk paranormalnych[148]
  - Siegmar Wätzlich – niemiecki piłkarz[149]
  - Willem Velema – holenderski teolog[150]
- 17 kwietnia
  - Zbigniew Bożek – polski dziennikarz i działacz filatelistyczny[151][152][153]
  - Ewa Cieślak – polska wioślarka[154]
  - Chet Coppock – amerykański dziennikarz i publicysta[155]
  - Alan García Pérez – peruwiański polityk, prezydent Peru (1985–1990, 2006–2011)[156]
  - Ryszard Kaja – polski malarz, grafik i scenograf[157]
  - Giancarlo Mori – włoski polityk[158]
  - Jan Naaijkens – holenderski pisarz i reżyser[159]
  - Ja’akow Nechusztan – izraelski prawnik, polityk[160]
  - Jan Sławianowski – polski specjalista w zakresie mechaniki analitycznej i teorii pola, prof. dr hab.[161][162]
  - Konstanty Wierzba – polski farmaceuta, wykładowca akademicki[163]
  - Jan Wrabec – polski historyk sztuki[164]
- 16 kwietnia
  - Ferenc Bács – węgierski aktor[165]
  - Tadeusz Cyfert – polski funkcjonariusz pożarnictwa, kawaler orderów[166][167]
  - Jörg Demus – austriacki pianista[168][169]
  - Guro Fjellanger – norweska polityk, minister ochrony środowiska (1997–2000)[170]
  - Jose Mari Gonzales – filipiński aktor i polityk[171]
  - Kazimierz Klimek – polski geograf, geomorfolog i profesor nauk geograficznych[172]
  - Abraham Mattam – indyjski duchowny syromalabarski, biskup[173]
  - Fay McKenzie – amerykańska aktorka[174]
  - Wałentyn Moroz – ukraiński historyk i dysydent[175]
  - Ignace Murwanashyaka – rwandyjski bojownik, lider Demokratycznych Sił Wyzwolenia Rwandy (FLDR)[176]
- 15 kwietnia
  - Warren Adler – amerykański pisarz i dramaturg[177][178]
  - Władysław Byszewski – polski jeździec i hodowca koni[179][180]
  - Miloš Drobnjak – serbski piłkarz[181]
  - Owen Garriott – amerykański astronauta[182]
  - Aleksandyr Kostow – bułgarski piłkarz, reprezentant kraju[183]
  - Maria Alberta Menéres – portugalska poetka i pisarka[184]
  - Jan Partyka – polski kolekcjoner militariów z okresu wojennego, działacz społeczny[185]
  - Quinzinho – angolski piłkarz, reprezentant kraju[186]
  - Les Reed – angielski kompozytor, aranżer, muzyk i lider orkiestry[187]
  - Jerzy Żydkiewicz – polski aktor[188][189]
- 14 kwietnia
  - Bibi Andersson – szwedzka aktorka[190]
  - David Brion Davis – amerykański historyk[191]
  - Mirjana Marković – serbska polityk i socjolog, wdowa po Slobodanie Miloševiciu[192]
  - Dmitrij Nabokow – rosyjski hokeista, reprezentant kraju[193]
  - Jacek Namieśnik – polski chemik, prof. dr. hab. inż., rektor Politechniki Gdańskiej[194]
  - Adam Skomra – polski działacz motoryzacyjny[195]
  - Gene Wolfe – amerykański pisarz science fiction i fantasy[196]
- 13 kwietnia
  - Tony Buzan – angielski pisarz i konsultant edukacyjny[197]
  - Neus Català – katalońska aktywistka polityczna[198]
  - Marek Wojciech Chmurzyński – polski historyk sztuki i muzealnik, dyrektor Muzeum Karykatury im. Eryka Lipińskiego[199][200]
  - Paul Greengard – amerykański neurobiolog, laureat Nagrody Nobla (2000)[201]
  - Rodolfo Francisco Bobadilla Mata – gwatemalski duchowny rzymskokatolicki, biskup[202]
  - Paul Raymond – brytyjski klawiszowiec i gitarzysta, członek zespołu UFO[203]
  - Ján Starší – słowacki hokeista i trener[204]
  - Lydia Wideman – fińska biegaczka narciarska, mistrzyni olimpijska (1952)[205]
  - Yvette Williams – nowozelandzka lekkoatletka, mistrzyni olimpijska (1952)[206]
- 12 kwietnia
  - Kamo Arzumanian – ormiański aktor i reżyser[207]
  - Ivor Broadis – angielski piłkarz, reprezentant kraju[208]
  - Michiel Eikenaar – holenderski wokalista metalowy[209]
  - Georgia Engel – amerykańska aktorka[210]
  - Forrest Gregg – amerykański futbolista[211]
  - Ronald Herzog – amerykański duchowny katolicki, biskup[212]
  - Jarosław Konopka – polski piłkarz[213][214]
  - John McEnery – angielski aktor[215]
  - Marek Milczarczyk – polski aktor[216]
  - Tommy Smith – angielski piłkarz, reprezentant kraju[217]
  - Stanisław Szudrowicz – polski lekkoatleta, skoczek w dal[218]
  - Bogdan Woźniewicz – polski patolog dziecięcy, prof. dr hab.[219][220]
  - Czesława Żak – polska uczestniczka II wojny światowej wyróżniona tytułem Sprawiedliwy wśród Narodów Świata[221]
- 11 kwietnia
  - Can Bartu – turecki koszykarz, piłkarz i dziennikarz sportowy[222]
  - Ryszard Brzozowski – polski lekarz, profesor nauk medycznych, Główny Inspektor Sanitarny, wiceminister zdrowia, prezes PCK, powstaniec warszawski[223]
  - Dina – portugalska piosenkarka[224]
  - Henryk Grotowski – polski hokeista na trawie, olimpijczyk (1972)[225]
  - Jorge Menéndez – argentyński polityk, b. minister obrony[226]
  - Mus Mulyadi – indonezyjski piosenkarz[227]
  - Stanley Plumly(inne języki) – amerykański poeta[228]
  - Iwan Ponomarienko – ukraiński śpiewak operowy[229]
  - Dmitrij Sawicki(inne języki) – rosyjski pisarz, poeta i dziennikarz[230]
  - Boris Usow – rosyjski poeta, wokalista punkowej grupy Sołomiennyje Jenoty[231]
- 10 kwietnia
  - Earl Thomas Conley – amerykański muzyk country[232]
  - Henryk Pietraszkiewicz – polski kontradmirał[233]
  - Giennadij Frołow – rosyjski aktor[234]
  - Claude Lalanne – francuska rzeźbiarka[235]
  - Javier Muguerza – hiszpański filozof[236]
  - Boy Roque – filipiński aktor[237]
  - Balduin Sulzer – austriacki duchowny katolicki i kompozytor[238]
- 9 kwietnia
  - Piotr Bieniuk – ukraiński aktor[239]
  - Richard E. Cole – amerykański pilot, podpułkownik w stanie spoczynku, w momencie poprzedzającym śmierć ostatni żyjący uczestnik rajdu Doolittle’a[240][241]
  - Charles Van Doren – amerykański pisarz i wydawca[242]
  - Dragan Džankić – bośniacki aktor[243]
  - Jan Lech Lewandowski – polski specjalista w zakresie odlewnictwa, prof. zw. dr hab. inż.[244][245]
  - Zygmunt Machwitz – polski krytyk i popularyzator sztuki filmowej, wykładowca akademicki[246][247]
  - Wadim Mieżujew – rosyjski filozof i kulturoznawca[248]
  - Héctor Pérez – portorykański duchowny katolicki, biskup[249]
  - Paul Severs – belgijski piosenkarz[250]
  - Marilynn Smith – amerykańska golfistka[251]
- 8 kwietnia
  - Georgij Cagołow – rosyjski ekonomista i publicysta[252]
  - Abedin Elmazi – albański polityk[253]
  - Leif Haraldseth – norweski polityk[254]
  - Żiwko Kołarow – bułgarski koszykarz i trener[255]
  - Bazyli Samojlik – polski ekonomista i polityk, dr hab., minister finansów PRL w latach 1986–1988[256][257]
  - Zlatko Slavenski – macedoński reżyser[258]
  - Anzac Wallace – nowozelandzki aktor[259]
- 7 kwietnia
  - Andrzej Kazimierz Banach – polski historyk[260]
  - Stanisław Brzychczy – polski matematyk, dr hab.[261]
  - Seymour Cassel – amerykański aktor[262]
  - Cho Yang-ho – południowokoreański przedsiębiorca, prezes i dyrektor generalny Korean Air[263][264]
  - Henryk Geringer de Oedenberg – polski zootechnik i genetyk, profesor nauk rolniczych[265]
  - Arie Irawan – malezyjski golfista[266]
  - Władimir Kurgan – białoruski aktor[267]
  - Maria Milbrandt – polska działaczka podziemia niepodległościowego w czasie II wojny światowej, dama orderów[268]
  - Mya-Lecia Naylor – brytyjska aktorka[269][270]
  - Luis Páez – paragwajski piłkarz[271]
  - Jozef Salonn – słowacki waterpolista, reprezentant Czechosłowacji[272]
  - Jan Wraży – polski piłkarz[273]
- 6 kwietnia
  - Jim Glaser – amerykański muzyk country[274]
  - Fritz Hollings – amerykański polityk[275]
  - Olli Mäki – fiński bokser[276]
  - Lloyd McDermott – australijski rugbysta, reprezentant kraju[277]
  - Sandy Ratcliff – angielska aktorka[278]
  - Nadja Regin – serbska aktorka[279]
  - George Rueger – amerykański duchowny katolicki, biskup[280]
  - Tele Samad – bengalski aktor i komik[281]
  - Ángel Sertucha – hiszpański piłkarz[282][283]
  - Jadwiga Stróżykiewicz – polska poetka[284][285]
  - David J. Thouless – brytyjski fizyk, laureat Nagrody Nobla z fizyki w 2016[286]
- 5 kwietnia
  - Sydney Brenner – południowoafrykański biolog, działający w Stanach Zjednoczonych, laureat Nagrody Nobla z medycyny w 2002[287]
  - Igor Dobiš – słowacki reżyser filmowy[288]
  - Ib Glindemann – duński muzyk jazzowy[289][290]
  - Roman Kirstein – polski przedsiębiorca i związkowiec, działacz opozycji demokratycznej w okresie PRL[291]
  - Nikołaj Kowalow – rosyjski generał i polityk[292]
  - Gianfranco Leoncini – włoski piłkarz, reprezentant kraju[293]
  - Ivan Mrázek – czeski koszykarz[294]
  - Sam Pilafian – amerykański tubista[295]
  - Lasse Pöysti – fiński aktor[296]
  - John Quarmby – angielski aktor[297]
  - Shawn Smith – amerykański wokalista, członek zespołu Brad[298][299]
  - Tadeusz Szyma – polski reżyser i krytyk filmowy, poeta i wykładowca akademicki[300]
  - Mirsad Vejzović – bośniacki piłkarz[301]
  - Jarosław Wojczuk – polski siatkarz[302][303]
- 4 kwietnia
  - Heinz Brinkmann – niemiecki reżyser i dokumentalista[304]
  - Alberto Cortez – argentyński piosenkarz[305]
  - Gieorgij Danelija – rosyjski reżyser filmowy[306]
  - Maria Wanda Jaworska-Gromczyńska – polska radca prawny, urzędniczka administracji państwowej, dama orderów[307]
  - Edwarda Kędzierska – polska farmaceutka, działaczka samorządu aptekarskiego[308]
  - Marilyn Mason – amerykańska organistka i pedagog[309]
  - Tiger Merritt – amerykański gitarzysta i wokalista, członek zespołu Morning Teleportation[310]
  - Đồng Sĩ Nguyên – wietnamski polityk i wojskowy, wicepremier (1982–1991)[311]
  - Alessandro Pizzorno – włoski socjolog[312]
  - Joe Quijano – portorykański piosenkarz, muzyk i dyrygent[313]
  - Albin Siwak – polski robotnik, działacz PZPR[314]
  - Myer Skoog – amerykański koszykarz[315]
  - Katarzyna Sójka-Zielińska – polska historyk prawa, profesor nauk prawnych, nauczyciel akademicki Uniwersytetu Warszawskiego[316]
- 3 kwietnia
  - Alieksiej Bułdakow – rosyjski aktor[317]
  - Grzegorz Caban – polski tenor[318]
  - Daryl Hecht – amerykański prawnik[319]
  - Boris Hepp – niemiecki żeglarz[320]
  - Einar Iversen – norweski pianista i kompozytor jazzowy[321]
  - Jerzy Mianowski – polski dziennikarz, wydawca i działacz społeczny[322][323][324]
  - Gabriel Piroird – francuski duchowny katolicki, biskup[325]
  - Telesfor Poźniak – polski rusycysta, profesor Uniwersytetu Wrocławskiego[326]
  - Marek Słyk – polski poeta i prozaik[327]
  - Mieczysław Trząski – polski działacz podziemia niepodległościowego w czasie II wojny światowej, Honorowy Obywatel Milanówka[328][329]
  - Jerzy Wójcik – polski operator filmowy[330]
  - Josip Zovko – chorwacki aktor[331]
- 2 kwietnia
  - Rövşən Almuradlı – azerski aktor i reżyser[332]
  - Kim English – amerykańska piosenkarka[333]
  - Kazimierz Furczoń – polski przedsiębiorca, producent i promotor żywności tradycyjnej, baca, laureat nagród[334]
  - Wadim Gems – rosyjski reżyser filmowy[335]
  - Jón Helgason – islandzki polityk i rolnik, przewodniczący Althingu (1979–1983), minister (1983–1988)[336]
  - Musharrafa Kosimova – tadżycka aktorka[337]
  - Lucilla Kossowska – polska malarka, anglistka, pedagog[338]
  - Jakub Malukow Danecki – polski poeta i prozaik działający na emigracji[339]
  - Jamshid Mashayekhi – irański aktor[340]
  - Liliane Miannay – francuska lekkoatletka[341]
  - Zdzisław Radzimowski – polski działacz konspiracji niepodległościowej w czasie II wojny światowej, kawaler orderów[342]
  - Nikołaj Sażin – rosyjski malarz[343]
  - Jerzy Szatkowski – polski poeta, prozaik i redaktor „Okolicy Poetów”[344][345]
  - Andrzej Trzęsowski – polski specjalista w zakresie mechaniki, dr hab.[346][347]
  - Andrzej Trzos-Rastawiecki – polski reżyser i scenarzysta filmów dokumentalnych i fabularnych[348][349]
  - Sergio Valdés – chilijski piłkarz, reprezentant kraju[350]
- 1 kwietnia
  - Krystyna Bernacka – polska lekarka, specjalista w zakresie chorób wewnętrznych i reumatologii, prof. dr hab.[351][352]
  - Caravelli – francuski kompozytor i dyrygent[353]
  - Sławomir Czepielewski – polski elektronik i przedsiębiorca[354][355][356]
  - Dimityr Dobrew – bułgarski zapaśnik, mistrz olimpijski (1960)[357][358]
  - Hilary Gilewski – polski malarz, repatriant z Kazachstanu[359][360]
  - Francisco Massiani(inne języki) – wenezuelski pisarz i malarz[361]
  - Vonda N. McIntyre – amerykańska autorka powieści i opowiadań science-fiction[362]
  - Stefan Mikołajczak – polski polityk, samorządowiec, marszałek województwa wielkopolskiego w latach 1998–2005[363]
  - Ruth-Margret Pütz – niemiecka śpiewaczka operowa (sopran koloraturowy), pedagog muzyczny[364][365]
  - Rafael Sánchez Ferlosio – hiszpański pisarz[366]
  - Armando Vega Gil – meksykański kompozytor, muzyk i pisarz[367]
  - S. Pierre Yaméogo – burkiński reżyser filmowy[368]

data dzienna nieznana
- Dodë Arapi – albański piłkarz, reprezentant kraju[369]
- Wiktor Błagow – rosyjski i radziecki konstruktor załogowych statków kosmicznych Wostok[370]
- Walerian Klimontowicz – polski trener koszykówki, historyk sportu[371]
- Mieczysław Parczyński – polski podróżnik, laureat nagrody specjalnej w ramach Kolosów[372]